# Dance Alone
«Dance Alone» —[dɑːns əˈləʊn]; en español: «Baliar sola»— es una canción de la cantante macedonia Jana Burčeska. Fue elegida para representar a Macedonia en el Festival de la Canción de Eurovisión de 2017 mediante la elección interna de la emisora macedonia Makedonska Radio Televizija (MRT) el 10 de marzo de 2017.

## Festival de Eurovisión

### Festival de la Canción de Eurovisión 2017
Esta fue la representación macedonia en el Festival de Eurovisión 2017, interpretada por Jana Burčeska.
El 31 de enero de 2017 se organizó un sorteo de asignación en el que se colocaba a cada país en una de las dos semifinales, además de decidir en qué mitad del certamen actuarían. Como resultado, la canción fue interpretada en tercer lugar durante la segunda semifinal, celebrada el 11 de mayo de 2017. Fue precedida por Austria con Nathan Trent interpretando «Running on Air» y seguida por Malta con Claudia Faniello interpretando «Breathlessly». La canción no fue anunciada entre los diez temas elegidos para pasar a la final, y por lo tanto no se clasificó para competir en esta, a pesar de ser una de las propuestas favoritas. Más tarde se reveló que el país había quedado en 15º puesto con 69 puntos.